# Charles-Emmanuel Jadin
Charles-Emmanuel Jadin, né le 3 août 1843 à Paris et mort le 20 septembre 1922 à Plasnes, est un peintre français.

## Biographie
Charles-Emmanuel Jadin est le fils du peintre Louis Godefroy Jadin et d'Antoinette Hamel.
Élève de son père et d'Alexandre Cabanel, il expose au Salon à partir de 1868.
Il meurt célibataire à l'âge de 78 ans à son domicile, le château du petit logis à Plasnes.

## Œuvres exposées aux Salons
- Femmes de l'île de Sein, brûlant le varech (Finistère), au Salon de 1868
- Les Ouled-Nayls, à Biskra (Sahara), au Salon de 1873
- Cour du palais de Constantine ; prisonniers gardés à vue par un spahi, au Salon de 1873
- Cheikh Salah, mort par la poudre, est veillé sous la tente par ses cavaliers (Sahara algérien), au Salon de 1875
- Campement de nomades, à Biskra (Province de Constantine), au Salon de 1875
- Jacob reçoit les présents de Joseph Jacob devint comme qui s'éveille d'un pesant sommeil, au Salon de 1876
- Résurrection de Lazare Jésus cris à haute voix, au Salon de 1877
- Le retour du cimetière ; Venise, au Salon de 1878
- Émigrants à bord d'un transatlantique, au Salon de 1879
- Vision de saint Hubert (VIIe siècle), au Salon de 1880
- Cerfs bramant ; forêt de Fontainebleau, au Salon de 1881
- Vloo ! vloo ! rabat de sanglier ; panneau décoratif pour un vestibule, au Salon de 1881
- Compagnie de sangliers en été, au Salon de 1882
- Lévriers, au Salon de 1882
- Un ânon, au Salon de 1883
- Chiens, au Salon de 1883 (Perpignan)
- Le Singe qui montre la lanterne magique, au Salon de 1884
- Trop tard ! bassets terrant un lapin, au Salon de 1885
- Braconniers dérangés par une ronde de nuit, se cachant dans des demoiselles de blé, au Salon de 1886
- Laitière d'Anvers ; retour du marché, au Salon de 1886
- Panneautage de cerfs ; manière de prendre les cerfs vivants, au Salon de 1887
- Cerf tenant les abois dans une grange, au Salon de 1888
- Buse se laissant tomber sur un lapin, au Salon de 1890
- Deux couples de bassets à jambes torses, au Salon de 1892
- Le héron, au Salon de 1893
- Lièvre relancé à vue par des bassets, au Salon de 1894
- Cerf tenant les abois dans l'eau, au Salon de 1895
- Renard blessé, trouvant son terrier bouché, aboyé par un couple de bassets, au Salon de 1896
- Un gros cerf, éventant un autre cerf, pousse ses biches derrière lui, et, furieux, se met à raire, au Salon de 1910
- Une remise de chevreuils, au Salon de 1912
- Triste fin ; cerf pris au collet, au Salon de 1913
- Ferme roulant de sanglier ; griffons vendéens-nivernais, au Salon de 1914